# Lac-Saguay
Lac-Saguay est une municipalité de village dans Antoine-Labelle au Québec (Canada), située dans la région administrative des Laurentides. Lac-Saguay est aussi la municipalité québécoise avec la plus forte proportion de lusophones de toute la province. En effet, selon le recensement de 2021, 1,9% des résidents de Lac-Saguay s'expriment en portugais.

## Toponymie
Le nom Lac-Saguay a pour origine le nom Sagwa qui vient de l'algonquin et veut dire « déboucher », « verser » ou « tête des eaux ». Le toponyme "Lac-Saguay" a été officialisé le 5 septembre 1985 à la Commission de toponymie du Québec.

## Histoire
La colonisation a pris de l'ampleur vers 1905 avec l'ouverture de la ligne de chemin de fer entre Nominingue et Mont-Laurier, en passant par Lac-Saguay. À l'époque, c'était la construction du moulin à scie à Lac-Saguay. Dans les années 1950, on connaît un boom de la population, dû au tourisme et la construction du centre hospitalier de Rivière-Rouge (L'Annonciation).

## Géographie
Le village de Lac-Saguay est situé à près de 7 km au nord-ouest du Grand lac Nominingue à environ 12 km au sud du Réservoir Kiamika et 25 km à l'est du centre-ville de Mont-Laurier.
La rivière Kiamika traverse la pointe nord de la municipalité vers le sud-ouest. À partir du lac Raymond, dans le sud-est de la municipalité, la rivière de la Petite Nation coule vers le sud.

## Démographie
| 1991 | 1996 | 2001 | 2006 | 2011 | 2016 | 2021 |
| ---- | ---- | ---- | ---- | ---- | ---- | ---- |
| 305  | 318  | 392  | 492  | 446  | 459  | 526  |

## Administration
Les élections municipales se font en bloc pour le maire et les six conseillers.
| Lac-Saguay Maires depuis 2001                                                                                        |                          |         |          |
| Élection | Maire                    | Qualité | Résultat |
| 2001 | Francine Asselin-Bélisle |         | Voir     |
| 2005 | Francine Asselin-Bélisle | Voir    |          |
| 2009 | Francine Asselin-Bélisle | Voir    |          |
| 2013 | Francine Asselin-Bélisle | Voir    |          |
| 2017 | Francine Asselin-Bélisle | Voir    |          |
| 2021 | Michel Chouinard         |         | Voir     |
| Élection partielle en italique Depuis 2005, les élections sont simultanées dans toutes les municipalités québécoises |                          |         |          |

## Attraits
La commune du Lac-Saguay, avec une trentaine de lacs (lac Saguay ou Allard) permet la pratique de la pêche. Son territoire est aussi boisé permettant la randonnée pédestre ou la chasse. De plus, elle dispose d'une plage publique.
Le parc linéaire du « P'tit train du Nord » est une piste cyclable de 200 km située entre Saint-Jérôme et Mont-Laurier. Cette piste cyclage a été aménagée sur le parcours d'une ancienne ligne de chemin de fer passant au milieu du village. En hiver, la piste se transforme en une piste pour motoneiges (#63).
Le Circuit des légendes, parle de neuf légendes originales. Claude Gauthier, Jean-Claude Germain, Mgr Jean Gratton, Roger Langevin, Francine Ouellette, Hélène Pedneault, Louise Simard, Gérald Larose et Bernard Assiniwi en sont les auteurs.
Le Parc Georges Painchaud se trouve aussi sur la commune du Lac-Saguay.
En honneur et aux bâtisseurs du Lac Saguay dont Georges Painchaud il y a au village L'Auberge Painchaud construit par Georges Painchaud lui-même. L'auberge est aussi le dernier bâtiment historique du village (avec l'église), car l'ancienne chapelle, qui était à côté, a été démolie.